# Ugo Colombo
Ugo Colombo (San Giorgio su Legnano, 22 de febrero de 1940-Pontremoli, 10 de octubre de 2019) fue un ciclista profesional italiano que fue profesional de 1964 a 1974.

## Palmarés
| 1968 - G. P. Montelupo 1969 - 2 etapas del Tour de Romandía - 1 etapa del Giro de Italia 1970 - Coppa Placci - 1 etapa de la Volta a Cataluña | 1971 - 1 etapa de la Vuelta a Suiza - Coppa Placci - 3.º del Giro de Italia 1972 - 1 etapa del Giro de Italia 1974 - 1 etapa del Giro de Italia |

## Resultados en las grandes vueltas
| Carrera         | 1964 | 1965 | 1966 | 1967 | 1968 | 1969 | 1970 | 1971 | 1972 | 1973 | 1974 |
| --------------- | ---- | ---- | ---- | ---- | ---- | ---- | ---- | ---- | ---- | ---- | ---- |
| Giro de Italia  | 39.º | 23.º | 18.º | Ab.  | 36.º | 5.º  | 17.º | 3.º  | 23.º | Ab.  | 39.º |
| Tour de Francia | -    | -    | 44.º | 34.º | 10.º | -    | -    | -    | -    | -    | -    |
| Vuelta a España | -    | -    | -    | -    | -    | -    | -    | -    | -    | -    | -    |
| Mundial en Ruta | -    | -    | -    | -    | -    | -    | -    | -    | -    | -    | -    |

-: no participa

Ab.: abandono